# Itascatown
Itascatown je bilo probno malo naselje na zapadnoj strani otoka Howlanda, koji se nalazi u Tihom oceanu.

## Povijest
1935. godine se probalo nastaniti otok Howland. Stoga se dovelo 4 osobe s Havaja na brodu zvanom Itasca na taj otok. 
To malo naselje na zapadnoj strani otoka je nazvana po brodu i to Itascatown. 
1942. je prekinut taj pokus nastanjenja radi izbijanja drugog svjetskog rata i civile su evakuirali.